# 限日取引
限日取引（げんにちとりひき）とは、デリバティブ取引（先物取引やオプション取引など）において、決済日が毎営業日ごとに来て、毎営業日ごとに自動的にロールオーバーする取引のこと。例外もあるが、自動的にロールオーバーするので決済期限がなくなる。
通常の先物取引では、1ヶ月とか3ヶ月ごとに取引最終日が存在し、より先の限月のものに自分でロールオーバーする必要がある。
日本では以下のような限日取引が存在する。
- 外国為替証拠金取引 - 毎営業日ごとの自動ロールオーバーでスワップポイントが発生する。
- 一部のCFD（くりっく株365など） - くりっく株365は毎営業日ごとの自動ロールオーバーで配当相当額と金利相当額が発生する。ただし、リセット付証拠金取引はリセット日が存在し、リセット日の自動ロールオーバーは行わない。
- 大阪取引所
  - 金限日先物[2]
  - 白金限日先物[3]

2025年6月30日、日本取引所グループ（JPX）傘下の大阪取引所は、金と白金の先物取引の一種である「限日取引」を休止すると発表した。2026年12月に取引を終え、最終決済する。市場価格と清算価格の差が開き、機関投資家など市場参加者が離脱しつつあったことなどから休止を決めた。

## 参照
1. ↑  限日取引｜証券用語解説集｜野村證券
2. ↑  金限日先物 | 日本取引所グループ
3. ↑  白金限日先物 | 日本取引所グループ
4. ↑  日本経済新聞2025年6月30日「大阪取引所、金・白金の限日取引休止 26年12月取引終了」